# Большая Кандарать
Большая Кандарать — село в Вальдиватском сельском поселении Карсунского района Ульяновской области России.

## География
Расположено на реке Кандаратке (левый приток р. Барыш) в 23 км к северу от районного центра Карсун, на открытой безлесной местности.

## Название
Название села — производное от названия реки Кандаратки. В. Ф. Барашков связывает его происхождение с тюркским формантом «кондор» или «кандор» («бобр», «бобровый»), упоминая бобровые гоны, о которых есть сведения в грамотах XVII века. В качестве альтернативного варианта этимологии тот же автор приводит чувашское «кантар» («конопля»), связывая такое название с «практикой использования реки для вымачивания конопли». В деревне широкой популярностью пользуется легенда о казаке Кондрате, чьи большая и малая конные рати располагались в окрестностях. Согласно легенде, воинское расположение, известное как Кондрата Рать, впоследствии слилось в народной памяти в Большую и Малую Кандарать, отчего образовались названия двух населённых пунктов. Рядом с Большой и Малой Кандаратью также расположена Потьминская слобода, также основанная казаками в 1673 году, ныне — село Потьма.

## История
Основано в 1657 году, как Кандарацкая слобода, на Симбирско-Карсунской черте, конными казаками с Карсуна. Также в этом же году была построена церковь во имя Богоявления Господня.

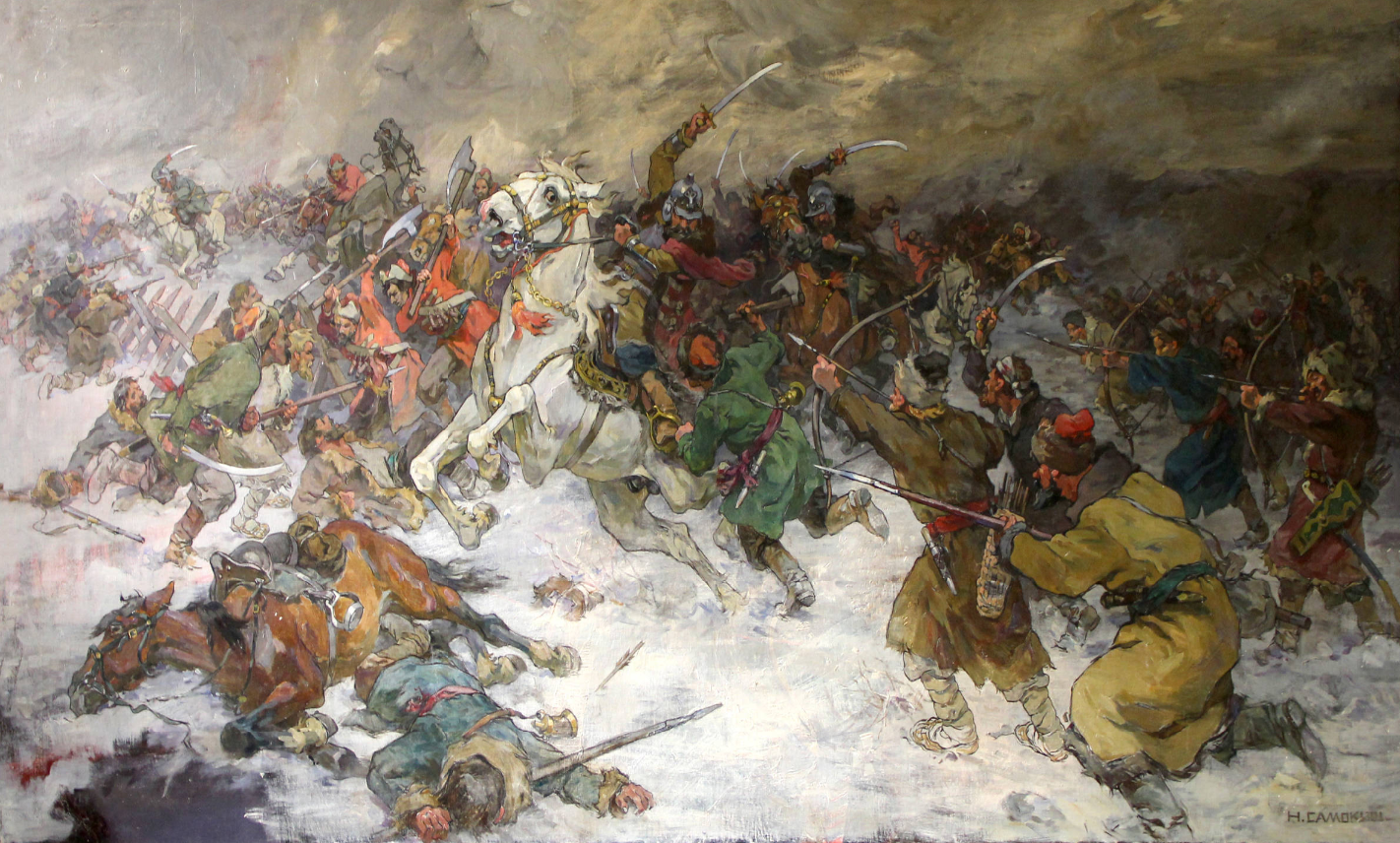
Самокиш, Николай Семёнович - «Бой разинцев с правительственными войсками».

12 ноября 1670 году западнее села по реке Кандарать произошло сражение царских войск с крупным отрядом отступающих из-под Симбирска разинцев. (см. статью: Битва на реке Кандарать)                                                                                           
Из описи 1685 года: «Село Кандарацкая слобода сидит на речке Кандаратке, а в нём церковь внизу Богоявление Господа Бога и Спаса нашего Иисуса Христа, а вверху Успение Пресвятые Богородицы сосновая рублена в угол с трапезою внизу олтарь прирублен, паперть с трех сторон, калакольня на трапезе рубленая ж, а кладбище у той церкви мерою от олтаря восми сажен, от паперти к воротам десет сажен, к заподной стороне одиннатцать сажен, к северной стороне четырнатцать сажен и то кладбище огорожено забором, ворота зделаны створчатые покрыты тесом;».
В 1780 году, при создании Симбирского наместничества, село Большая Кандарать, при речке Кандаратке, помещичьих крестьян, вошло в состав Котяковского уезда. С 1796 году — в Карсунском уезде Симбирской губернии.
В 1808 году прихожанами построен каменный храм. Престолов в нём три: главный в честь — Богоявления Господня, в правом приделе — в честь Успения Божией Матери и в левом — во имя Святителя и Чудотворца Николая. Храм уничтожен в 1937 году.
В 1859 году село Большая Кандарать, удельных крестьян, было во 2-м стане Карсунском уезде Симбирской губернии, имелась церковь, почтово-ямская станция на Московском тракте, базар.
В 1870 и в 1880 годах местную школу посетил И. Н. Ульянов.
В 1879 году по инициативе директора народных училищ И. Н. Ульянова на средства крестьян было построено новое здание училища.
В 1890 году было построено кирпичное здание земской больницы на 18 койко-мест.
В начале XX века среди селян было много старообрядцев.
В 1913 году в Большой Кандарати было 517 дворов, 2903 жителя, каменная Богоявленская церковь (разрушена при советской власти), часовня, школа, земская больница, почта, 2 общественные мельницы, еженедельные базары по четвергам, ежегодная ярмарка «Ярильская» (в 9 четверг после Пасхи), торговые лавки, пивоварни, красильни, чесальни, салотопни.
В 1928 году был создан первый колхоз «Новый мир», в который вошла в основном беднота. Вскоре были организованы новые колхозы: имени С. М. Буденного, имени В. М. Молотова, имени Э. Тельмана.
В 1932 году в нескольких домах раскулаченных крестьян открылась начальная школа.
В годы Великой Отечественной войны 842 кандаратца ушли на фронт, 285 сельчан погибли.
В 1951—1958 годах местные колхозы были объединены в крупный колхоз «Путь к коммунизму», переименованный в 1963 году в колхоз «Знамя коммунизма». В него вошли хозяйства Большой Кандарати и соседних сёл. Жители хуторов переселились в сёла.
В 1960-80-е село было полностью электрифицировано, построены электроподстанция, большой комплекс на 2500 голов крупного рогатого скота, проложена новая асфальтовая дорога от трассы до центральной колхозной усадьбы, введены в эксплуатацию новые здания дома культуры и школы.
С распадом СССР в 1991 году производство сельскохозяйственной продукции стало постепенно сокращаться, основным источником дохода населения стало личное подворье. Вместо колхоза действовал сельскохозяйственный производственный кооператив «Кандаратский».

## Население
В 1685 году в селе числились 107 дворов и 583 человека мужского пола,
В 1723 году — 396 ревизских душ.
В 1748 году — 513 синодальных крестьян мужского пола.
В 1780 году — 552 ревизских душ.
В 1808 году в 421 дворе проживал 1871 человек,
В 1816 году — 1845 ревизских душ (807 мужских и 1038 женских)
В 1850 году — 2029 душ (944 мужских и 1085 женских)
В 1859 году — 289 дворов, 2117 жителей.
В 1900 году в 421 дворе жило 1361 мужчин и 1510 женщин.
В 1913 году в Большой Кандарати было 517 дворов, 2903 жителя.
В 1996 году население было 737 человек, в основном русские.
В 2010 году население сократилось до 538 человек.

В 2013 — 510 человек, в основном русские.
| 2010 |
| ---- |
| 538  |

## Достопримечательности
- У школы стоит памятник Герою Советского Союза Морозов, Иван Константинович, уроженцу села[10],
- Могила образованных членов РКП у колхозного тока.
- Обелиск односельчанам, не вернувшимся с Великой Отечественной войны[11],
- Памятник «Солдату»[12],
- Обелиск жертвам «Чапанного восстания».
- Сохранились некоторые участки бывшего Московского тракта.
- Уникальным по своей конструкции является здание Большекандаратской больницы, возведённое в 1898 г.

## Инфраструктура
В селе действуют СПК «Кандаратский», ООО «Прогресс», ООО «ЛЮКС», ООО «Мусаев». Имеются дом культуры, модельная библиотека, средняя общеобразовательная школа, православный храм, участковая больница, аптека, 5 магазинов.

## Улицы
ул. Больничная, ул. Большая Заовражная, ул. Бригадная, ул. Верхняя Почтовая, ул. Кабацкая, ул. Клубная, ул. Луговая, ул. Малая Заовражная, ул. Нижняя Почтовая, Почтовый 1-й пер., Почтовый 2-й пер., Почтовый 3-й пер., ул. Родниковая